# Dependencias de las islas Malvinas

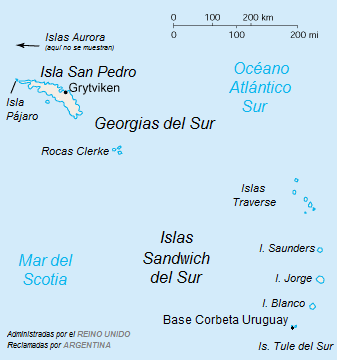
Mapa de la CIA que muestra las islas Georgias del Sur y Sandwich del Sur.

Dependencias de las islas Malvinas (en inglés: Falkland Islands Dependencies) fue el nombre dado por el Reino Unido a las áreas subantárticas y antárticas bajo dependencia de las islas Malvinas que reclamó como propias o tuvo bajo su control desde 1843 hasta 1985. La primera mención legal de las Dependencias fue con la promulgación de una patente real en 1843, que subsecuentemente fue revisada en 1876, 1892, 1908, 1917 y 1962. 
El Reino Unido argumenta que solo por razones de conveniencia práctica, las Dependencias fueron gobernadas por Gobernador Colonial de las islas Malvinas, constituyendo sin embargo una entidad distinta que no fue parte de ese territorio en asuntos políticos o financieros.
En 1962 se estableció el Territorio Antártico Británico con la mayor parte de las Dependencias y el resto 
se transformó en 1985 en el Territorio Británico de Ultramar de las islas Georgias del Sur y Sandwich del Sur.

## Historia

### Reclamación y toma de posesión de las Dependencias
El ámbito territorial de las Dependencias varió a medida que el Reino Unido reclamó, anexó y comercialmente explotó diversos territorios australes en un período extenso de tiempo, comenzando con la proclamación de soberanía hecha por James Cook sobre las islas Georgias del Sur el 17 de enero de 1775 a nombre del rey Jorge III. El inglés William Smith, a bordo del bergantín mercantil Williams, proclamó la posesión de las islas Shetland del Sur a nombre del rey Jorge III el 16 de octubre de 1819, llamándolas Nueva Bretaña del Sur. Edward Bransfield, acompañado por William Smith, el 16 de enero de 1820 proclamó la posesión formal de la isla Rey Jorge a nombre del rey Jorge IV del Reino Unido. El 4 de febrero Bransfield proclamó la posesión de la isla Clarence. El Gobierno británico atribuye a George Powell el descubrimiento y toma de posesión para el Reino Unido de las islas Orcadas del Sur el 7 de diciembre de 1821, tras desembarcar en la isla Coronación. En 1829 el capitán H. Foster, desembarcó en la isla Hoseason en la costa occidental de la Tierra de Graham, depositando un cilindro de cobre con su proclama de posesión a nombre de Jorge IV. El 21 de febrero de 1832 el capitán británico John Biscoe desembarcó en una isla del archipiélago Palmer, creyéndola parte de la Tierra de Graham, proclamó la posesión formal en nombre del rey Guillermo IV del Reino Unido y denominándola Graham Land. El 6 de enero de 1843 el capitán James Ross proclamó la posesión de la isla James Ross junto con sus tierras contiguas a nombre de la Corona británica.

### Organización de las Dependencias

El Territorio Antártico Británico, fue separado de las Dependencias en 1962.

El 23 de junio de 1843 y el 28 de abril de 1876 el Reino Unido emitió cartas patentes que daban previsiones a los Establecimientos de las islas Malvinas y sus Dependencias. El 25 de febrero de 1892 una nueva carta patente fue emitida para que el Gobierno de los Establecimientos de las islas Malvinas y sus Dependencias fuera designado como gobierno de una colonia británica. Los nombramientos de gobernadores entre 1847 y 1908 fueron hechos para las islas Malvinas y sus Dependencias. Sin embargo, en ninguna de las cartas patentes, nombramientos y leyes fueron especificados los territorios que constituían las Dependencias de las islas Malvinas hasta que en 1887 The Colonial Office Year Book comenzó a especificar a las Georgias del Sur entre las Dependencias.
Respondiendo a una consulta que le realizó el gobierno de Noruega en 1905 sobre la soberanía de las áreas ubicadas entre los 35° y 80° oeste y los 45° y 65° sur, el Reino Unido respondió que las áreas antárticas entre los meridianos 35° y 80° O eran posesiones británicas basadas en descubrimientos y que los balleneros noruegos debían dirigirse al gobernador de las Malvinas para los asuntos que necesitasen tratar. En vista de eso, ese gobernador promulgó en 1906 ordenanzas balleneras.
El 21 de julio de 1908 el Reino Unido promulgó una patente real extendiendo las Dependencias para incorporar las islas Sandwich del Sur y la Tierra de Graham en la Antártida, constituyendo formalmente las Dependencias de la Colonia de las islas Malvinas y localizándolas bajo su gobierno.
Los territorios que constituían las Dependencias de las islas Malvinas en 1908 fueron listados por la patente real como:

(...) los grupos de islas conocidas como Georgias del Sur, las Orcadas del Sur, las Shetland del Sur, y las Sandwich del Sur, y el territorio conocido como Tierra de Graham, situado en el océano Atlántico Sur al sur del paralelo 50° de latitud sur, y entre los 20° y 80° de longitud oeste.

Una copia de la patente real fue recibida por Victorino de la Plaza, ministro de Relaciones Exteriores de la Argentina, el 18 de marzo de 1909, y pese a que la proclamación británica incluía implícitamente la Tierra del Fuego y la Patagonia al sur del paralelo 50° Sur, no fue efectivizada ninguna nota de protesta, por considerar que ese instrumento unilateral era totalmente ineficaz. 
De igual manera, la absurda proclamación comprendía los sectores de Chile al sur de esa latitud. Tanto los diarios "La Nación" como "La Prensa" efectuaron gravísimos cargos de "traición a la Patria" a De la Plaza, acusado de irresponsable apatía, al no responder rechazando la proclamación, limitándose al acuse de recibo ese mismo día sin formular objeciones. 
El 20 de noviembre de 1909 el magistrado británico J.I. Wilson asumió como residente permanente en Grytviken, Georgia del Sur. Funciones de policía y aduana fueron agregadas al magistrado y en 1912 fue establecida una oficina postal. En 1925 fueron construidos edificios para oficinas, una estación de radio y un laboratorio marino.
El 28 de marzo de 1917 la patente real fue modificada, aplicando la Teoría de los Sectores Polares usada en el Ártico, el nuevo ámbito de las dependencias fue extendido hasta el polo sur para comprender sectores continentales de la Antártida, como la Tierra de Coats, y se subsanó el error de 1908 excluyendo las áreas continentales de América del Sur y las Malvinas que implícitamente estaban incluidas en la patente real:

(...) todas las islas y territorios que se hallan entre los 20° y los 50° de longitud oeste que estén situados al sur del paralelo 50° de latitud sur; y todas las islas y territorios que se hallen entre los 50° y 80° de longitud oeste que estén situados al sur del paralelo 58° de latitud sur, así hasta alcanzar el Polo Sur.

### Reclamaciones argentinas sobre las Dependencias
El 15 de agosto de 1925 el Gobierno argentino comunicó a la Oficina Internacional de la Unión Telegráfica que había establecido una estación de radio en la isla Laurie de las Orcadas del Sur, haciéndolo en términos de asunción de soberanía sobre el archipiélago. El Gobierno británico protestó y recibió por respuesta que la estación de radio fue construida en territorio argentino. El 14 de abril de 1926 el Gobierno británico volvió a pasar una nota reafirmando sus derechos a las islas y declarando que por primera vez se anoticiaba de la reclamación argentina.
El primer pronunciamiento oficial de reivindicación de las Georgias del Sur por la Argentina fue hecho mediante una comunicación a la Unión Postal Universal el 15 de diciembre de 1927, expresando que la jurisdicción argentina se extiende a las islas Georgias del Sur, Orcadas del Sur y tierras polares no delimitadas. 
El 1 de junio de 1937 el embajador argentino en Londres respondió a la declaración británica en la Conferencia Ballenera sobre que las Dependencias estaban bajo la jurisdicción del gobierno de las Malvinas, reservando los derechos argentinos a todas las Dependencias.
Cuando el 22 de septiembre de 1938 el presidente argentino promulgó la ratificación de la Convención Postal firmada en El Cairo el 20 de marzo de 1934, hizo una reserva expresa sobre los derechos inalienables a las islas Malvinas y sus Dependencias. La cual es considerada como la primera reclamación argentina de las Sandwich del Sur.
El 20 de febrero de 1953 el Gobierno argentino hizo un desconocimiento oficial de las Dependencias, mediante una nota al embajador británico en Buenos Aires, expresó: (...) los territorios que el Gobierno británico infundadamente denomina Dependencias de las islas Malvinas (...).
El 4 de mayo de 1955 el Reino Unido presentó dos demandas, contra la Argentina y Chile respectivamente, ante la Corte Internacional de Justicia para que ésta declarara la invalidez de las reclamaciones de soberanía de los dos países sobre áreas antárticas y subantárticas. Ese mismo día, el ministro de Relaciones Exteriores entregaba al embajador británico en Buenos Aires la contestación a la propuesta británica del 21 de diciembre de 1954, para someter la cuestión a un tribunal de arbitraje. En dicha contestación, al ocuparse del valor legal de las famosas Cartas Patentes de 1908 y 1917, esgrimidas con monótona insistencia por Gran Bretaña, juzgándolas a título de instrumento probatorio de soberanía, como:

(...) actos o medidas totalmente ineficaces, dado su carácter de documento unilateral inofensivo, huérfano hasta de un repudio por parte del Ejecutivo Argentino.

Las islas Malvinas, así como las tierras que se encuentran en nuestro sector antártico son argentinas, al igual que las Georgias del Sur y las Sandwich del Sur.

El 15 de julio de 1955 el Gobierno chileno rechazó la jurisdicción de la Corte en ese caso y el 1 de agosto lo hizo también el Gobierno argentino, por lo que el 16 de marzo de 1956 las demandas fueron archivadas.

### Fin de las Dependencias
El nuevo régimen legal internacional introducido en la Antártida al sur de los 60° de latitud sur en 1961 (el Tratado Antártico), llevó al Reino Unido a separar la parte de las Dependencias que se volvió sujeto del tratado. Lo que fue hecho el 3 de marzo de 1962 por una Orden del Consejo que estableció el Territorio Antártico Británico, permaneciendo en las Dependencias solo los grupos de las islas Georgias del Sur y Sandwich del Sur, incluyendo a las islas Aurora y a las rocas Clerke. En 1985 las Dependencias remanentes se volvieron un territorio británico de ultramar, el de las islas Georgias del Sur y Sandwich del Sur.
Con el ingreso del Reino Unido a las Comunidades Europeas en 1973, las Dependencias de las islas Malvinas se volvieron una Región ultraperiférica de la Unión Europea bajo el Tratado de Roma, una condición confirmada por todos los tratados de la Unión Europea. El estatus de asociación es actualmente gozado por los sucesores de las dependencias: islas Georgias del Sur y Sandwich del Sur y el Territorio Antártico Británico.